# セルヴァッツァーノ・デントロ
セルヴァッツァーノ・デントロ（伊: Selvazzano Dentro）は、イタリア共和国ヴェネト州パドヴァ県にある、人口約23,000人の基礎自治体（コムーネ）。

## 地理

### 位置・広がり

#### 隣接コムーネ
隣接するコムーネは以下の通り。
- アーバノ・テルメ
- パードヴァ
- ルバーノ
- サッコロンゴ
- テオーロ

### 気候分類・地震分類
セルヴァッツァーノ・デントロにおけるイタリアの気候分類 (it) および度日は、zona E, 2383 GGである。
また、イタリアの地震リスク階級 (it) では、zona 3 (sismicità bassa) に分類される。

## 行政

### 分離集落
セルヴァッツァーノ・デントロには、以下の分離集落（フラツィオーネ）がある。
- Selvazzano Capoluogo, Caselle, Feriole, San Domenico, Tencarola